# A.C.E
Gli A.C.E (에이스?, E-iseuLR, acronimo di Adventure Calling Emotions) sono un gruppo musicale sudcoreano formatosi a Seul nel 2017.

## Formazione
- Jun – leader, voce (2017-presente)[2]
- Donghun – voce (2017-presente)[2]
- Wow – voce, rap (2017-presente) [2]
- Kim Byeongkwan – voce, rap (2017-presente) [2]
- Chan – voce, maknae (2017-presente) [2]

## Discografia

### EP
- 2018 – ACE Adventures in Wonderland
- 2019 – Under Cover
- 2019 – Under Cover: The Mad Squad
- 2020 – HJZM: The Butterfly Phantasy
- 2021 – SIREN: DAWN

### Riedizioni
- 2018 – A.C.E Adventures in Wonderland
- 2021 – Changer: Dear Eris

### Singoli
- 2017 – Cactus
- 2017 – Callin'

## Filmografia

### Televisione
- Hello, My Twenties! 2 (Cameo)[3]

## Riconoscimenti
- SBS PopAsia Award
  - 2017 – Rookie of the Year[4]
- StarHub Night of Stars
  - 2018 – Best Newcomer Award[5]
- The Fact Music Award
  - 2019 – Rising Star Award[6]